# Medaille voor het Redden van Levens (Koninkrijk Saksen)
De Medaille voor het Redden van Levens (Duits: Lebensrettungsmedaille) was een onderscheiding van het koninkrijk Saksen. De medaille werd op 18 mei 1831 ingesteld door koning Anton en werd door al zijn opvolgers tot en met de laatste Saksische koning Frederik August in 1905 vernieuwd. Het instellingsbesluit werd door koning Anton en zijn mederegent Frederik August getekend. Het einde van de monarchie in november 1918 maakte ook een einde aan deze onderscheiding.

## Oorsprong
Het redden van mensenlevens, met name van drenkelingen, werd in de tweede helft van de 19e eeuw steeds meer gepropageerd en aangemoedigd. Particulieren, verenigingen en vorsten stelden redders medailles en beloningen in het vooruitzicht. Deze Saksische medaille wordt in de faleristische literatuur als oudste Duitse reddingsmedaille genoemd. Pruisen volgde op 16 augustus 1833 met de "Rettungsmedaille am Band".  Met het instellen van de medaille verdween het gebruik om mensenredders met een premie te belonen. Bij de Saksische medaille speelden ongelukken in de mijnbouw en redden uit brandende huizen een grotere rol dan het redden van drenkelingen al kwam ook dat, met name bij overstromingen, wel degelijk voor. Voor een overstromingsramp in 1835 werd door koning Anton van Saksen een speciale medaille ingesteld. De Medaille voor het Redden van Levens tijdens de Overstroming in Plauen in 1835. Ook de Zilveren Medaille voor het Redden van de in de Steengroeve Schmilka verongelukten van Koning Johann uit 1862 is in verband met deze reeks medailles te noemen.

## Beschrijving
De ronde medailles tonen allemaal op de voorzijde de kop van de regerende Saksische koning met een rondschrift waarin zijn naam en titel worden vermeld. Op de eerste medaille stond als rondschrift "ANTON KOENIG VON SACHSEN UND FRIEDRICH AUGUST MITREGENT VON SACHSEN". Op de keerzijde staat binnen een eikenkrans "FÜR LEBENSRETTUNG". Men droeg de medaille aan een wit lint op de linkerborst. De medaille uit 1905 werd door Max Barduleck gesneden en in brons 313 maal uitgereikt. De zilveren en gouden medaillesa zijn zeldzamer.
Sommige bronnen vermelden dat de medailles allemaal als legpenning en als draagbare medaille werden uitgereikt. Dan zouden er 38 varianten bestaan. Ook witte linten met twee groene strepen, het lint van de Orde van Verdienste worden als het draaglint genoemd. 

## Medailles
- Medaille van koning Anton (1831 - 1836)
  - Gouden Medaille
  - Zilveren Medaille
  - Bronzen Medaille
- Medaille van koning Frederik August II (1838-1854)
  - Gouden Medaille
  - Zilveren Medaille
  - Bronzen Medaille

Deze drie medailles waren legpenningen en konden niet worden gedragen.
- Medaille van koning Johan (1854 - 1873)
  - Gouden Medaille
  - Zilveren Medaille
  - Bronzen Medaille
- Medaille van koning Albert (1874 - 1902 )
  - Zilveren Medaille
  - Bronzen Medaille (niet draagbaar[5])
- Medaille van koning George (1903 - 1904)
  - Gouden Medaille
  - Zilveren Medaille
  - Bronzen Medaille
- Medaille van Frederik August III (1805 - 1918)
  - Gouden Medaille
  - Zilveren Medaille
  - Bronzen Medaille (ook in bronskleurig koper uitgereikt)

De laatste medaille werd in 1918 uitgereikt. In 1999 besloot de vrijstaat Saksen, een van de deelstaten van de Bondsrepubliek Duitsland de traditie van het eren van redders weer op te vatten. De regering stelde een "Lebensrettungsehrenzeichen", (Ereteken voor het Redden van Levens) in.